# Belágua
Belágua este un oraș în unitatea federativă Maranhão (MA), Brazilia.